# Телевизионная башня Токио
Телевизионная башня Токио, также Токийская башня (яп. 東京タワー То:кё: тава:) — теле- и радиокоммуникационная башня, расположенная в г. Минато, Токио. Высота башни — 332,6 метра. На момент постройки — самое высокое в мире сооружение из стали. Имеет решётчатую конструкцию и согласно нормам авиационной безопасности выкрашена в интернациональные оранжевый и белый цвета. Входит в список 29 самых высоких объектов Всемирной федерации высотных башен, занимая среди них 14-е место. Среди самых высоких телебашен мира занимает лишь 23-е место.
Построенная в 1958 году, изначально башня предназначалась для телевещания на Токио и регион Канто, но тремя годами позже на неё были установлены ещё и радиоантенны для передачи радиосигналов. Антенна на вершине башни использовалась для трансляции теле- и радиосигнала крупнейших японских телесетей: NHK, TBS и Fuji Television вплоть до 2011 года, пока не была построена новая телебашня, более высокая, предназначенная для передачи современного цифрового сигнала.
Сейчас башня является скорее туристической достопримечательностью, став одним из символов Токио. Ежегодно более 2,5 млн туристов посещают смотровые площадки, залы и музеи башни. С момента открытия на башне побывало около 150 млн человек. Под башней расположено четырёхэтажное административное здание, в котором расположены музеи, рестораны и магазины. На высоте в 145 метров находится двухэтажная главная обсерватория, а для посетителей доступна малая специальная обсерватория, расположенная на высоте в 250 метров. Токийская телебашня часто становится местом действия в фильмах, аниме и манге и служит указанием на то, что события разворачиваются именно в Токио.
Верхушка антенны телебашни была изогнута 11 марта 2011 в результате землетрясения.

## История строительства
Необходимость в создании большой коммуникационной башни возникла в 1953 году в регионе Канто после того, как общественно-правовая вещательная станция NHK начала здесь свои первые телевизионные трансляции, и через несколько месяцев, многие частные компании стали склонять NHK к строительству своей собственной передающей вышки. В условиях коммуникационного бума японское правительство было крайне обеспокоено архитектурной выразительностью города, опасаясь тотального заполнения подобными вышками всей территории Токио. Поэтому было принято решение о возведении одной мощной башни, способной покрывать сразу весь регион. Кроме того, в период послевоенных 1950-х годов Япония находилась в состоянии резкого экономического роста и нуждалась в каком-нибудь монументальном строении, которое могло бы символизировать собой феноменальный подъём экономики.

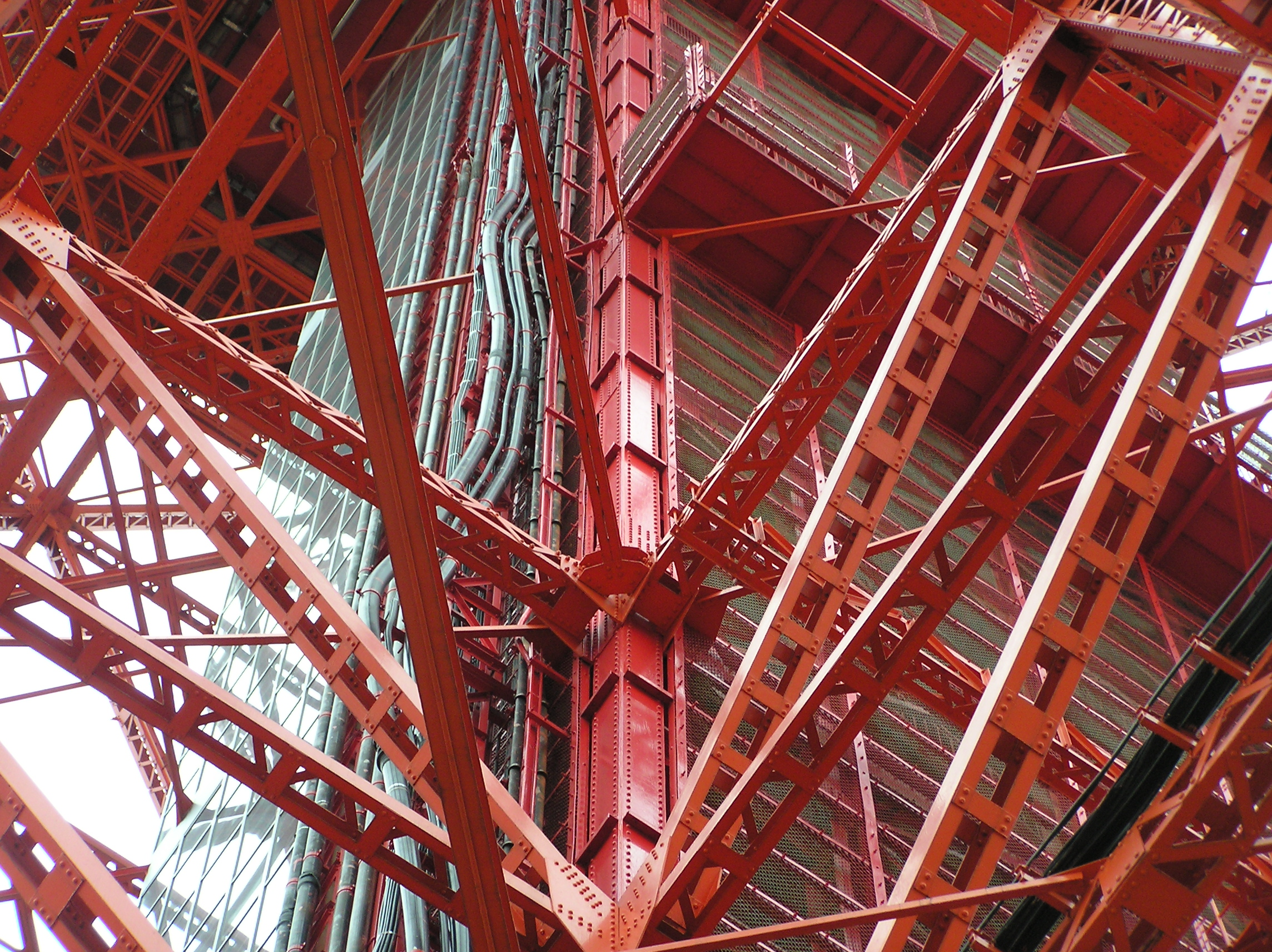
Несущие конструкции стального каркаса башни

Хисакити Маэда, основатель и президент компании Nippon Denpatō, изначально собирался построить башню, превышающую здание Эмпайр-стейт-билдинг, которое на тот момент было самым высоким строением в мире, поднимаясь вверх на 381 метр. Однако из-за недостатка денежных средств и материалов ещё на стадии проектирования от этой идеи пришлось отказаться. В итоге высота была принята такой, чтобы удовлетворять нужды всех телевизионных станций региона Канто, охватывая территорию в радиусе около 150 километров. Главным архитектором нового проекта был назначен Татю Найто, ранее уже построивший множество высотных зданий по всей Японии. Критически оценив опыт западного мира, Найто взял за основу французскую Эйфелеву башню, возведённую в Париже ещё в 1889 году. Вместе с инженерной компанией Nikken Sekkei он разработал конструкцию, способную выдерживать землетрясения, вдвое превышающие силу Великого землетрясения Канто, и тайфуны со скоростью ветра более 220 километров в час (во время сильного тайфуна башня способна наклоняться на 80 см без какого-либо ущерба для своей целостности).

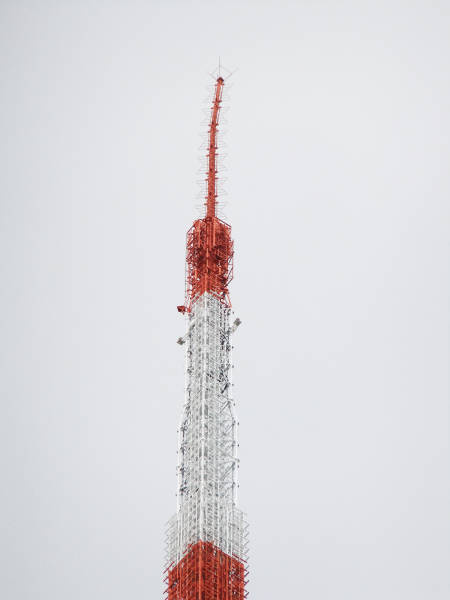
Верхушка антенны была повреждена в результате землетрясения в марте 2011 года

Реализацию нового архитектурного проекта осуществляли несколько сотен тоби, традиционных японских строителей, специализирующихся на возведении высотных сооружений. Застройщиком выступила корпорация Такэнака. Первый камень фундамента был заложен в июне 1957 года. На строительстве башни ежедневно работали около 400 наёмных рабочих. Основным материалом башни была сталь, третья часть которой получена от переплавки американских танков, подбитых во время Корейской войны. 14 октября 1958 года в проектное положение была установлена 80-метровая антенна, ставшая на 13 метров выше Эйфелевой. Несмотря на то, что Токийская телебашня выше Эйфелевой, весит она, благодаря усовершенствованной конструкции, всего 4000 тонн, то есть на 3300 тонн меньше. В последующие годы в других странах были построены более высокие башни, однако Токийская до сих пор сохраняет за собой звание самого высокого стального сооружения в мире и самого высокого архитектурного строения Японии. Официальное открытие башни состоялось 23 декабря 1958 года. Затраты на её постройку составили 2,8 млрд иен (4 млн дол.США). В 2000 году стоимость Токийской башни была оценена в 10 млрд иен.

## Назначение
Основной функцией башни является удержание и обслуживание теле- и радиокоммуникационных антенн. Здесь же организован грандиозный туристический центр с многообразными интересными достопримечательностями. С момента открытия Токийскую башню посетили около 150 млн человек. До 2000 года посещаемость была сравнительно небольшой (2,3 млн). Администрацией было принято решение об организации с помощью башни ночных световых шоу, благодаря чему посещаемость увеличилась до 3 млн человек в год. Прежде чем попасть в саму башню, туристы посещают так называемый «Подножный городок» (яп. フットタウン Футто таун, от англ. Foot town), четырёхэтажное здание, расположенное прямо под башней. Здесь посетители могут поесть, сделать покупки в магазинах и осмотреть несколько музеев и галерей. С помощью лифта из подножного городка можно подняться в одну из смотровых платформ, двухэтажную главную обсерваторию. За дополнительную плату можно приобрести билет, позволяющий воспользоваться другой системой лифтов и со второго этажа главной обсерватории подняться на самую высокую платформу башни в специальную обсерваторию.

### Теле- и радиовещание
Токийская башня входит в состав Всемирной федерации высотных башен, и многими организациями используется в коммуникационных целях. Изначально предполагалось вести только телевещание, но в 1961 году были установлены дополнительные радиоантенны, что позволило удовлетворить ещё и нужды радиосетей. Башня передавала сигналы аналогового телевидения, цифрового телевидения, радио и цифрового радио. Клиентами антенн башни были следующие станции:
| - NHK General TV - NHK Educational TV - NHK-FM - TV Asahi - Fuji Television | - Tokyo Broadcasting System - Nippon Television - TV Tokyo - J-WAVE - Tokyo FM | - FM Interwave - The University of the Air TV - The University of the Air-FM - Tokyo Metropolitan Television - Nikkei Radio Broadcasting Relay Antenna |

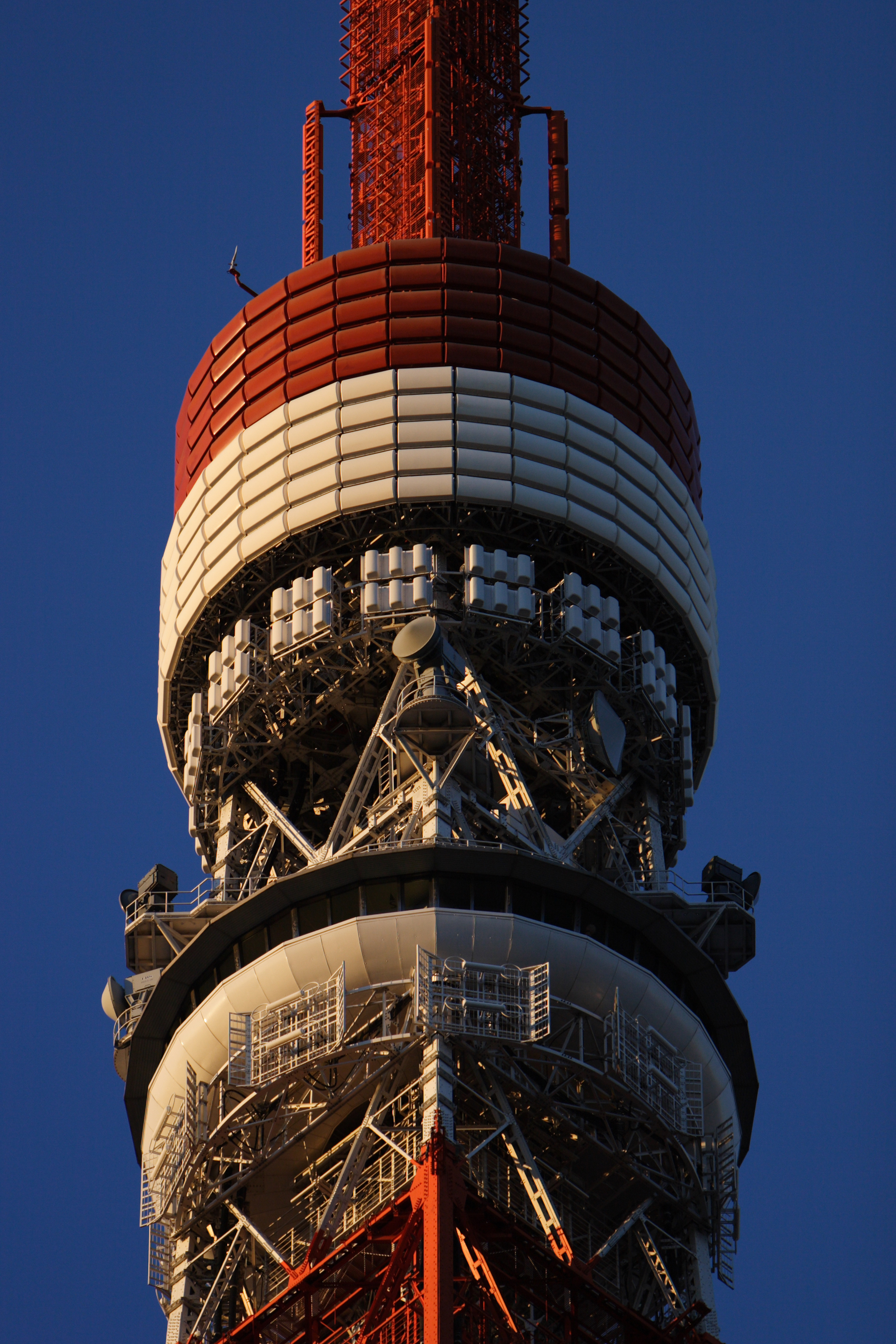
Бо́льшая часть оборудования находится в так называемой специальной обсерватории, расположенной на высоте 250 м

В связи с тем, что с июля 2011 года всё телевидение Японии перешло в цифровой формат, а Токийская башня - недостаточно высока для передачи высокочастотных волн на верхние этажи некоторых небоскрёбов и в окружённые лесом области, её вещательные функции перешли к другой башне высотой в 634 метра — Небесному дереву Токио, специально построенной для этих целей. Чтобы сделать Токийскую башню более привлекательной для NHK и пяти других коммерческих станций, собиравшихся отказаться от обслуживания, руководство Nihon Denpatō предложило общественности проект, по которому высота транслирующей антенны должна была возрасти с 80 метров до 100, для чего необходимо было поднимать всю конструкцию, и это обошлось бы примерно в 4 млрд иен. Кроме того, компания собиралась вложить 3,5 млрд иен в обновление и модернизацию ныне существующих ретранслирующих станций, обещая увеличить таким образом дальность вещания в четыре раза. Хотя проект по увеличению высоты башни шёл вразрез с ограничениями токийской авиации, президент Nihon Denpatō Син Маэда собирался получить у министерств и нормирующих организаций особое разрешение на реконструкцию. Так как реализовать эти планы не удалось, пришлось отказаться от трансляции c Токийской башни телевизионных программ в цифровом формате для всех своих клиентов за исключением Открытого университета Японии, который будет пользоваться услугами в любом случае. Вещание посредством Токийской башни продолжают также и радиостанции, так как для передачи аналогового сигнала на регион Канто высота башни вполне достаточна. Масахиро Кавада, директор планирования компании, не исключает вероятности того, что Токийская башня станет запасным вариантом Небесного дерева Токио. По его словам, всё будет зависеть от потребностей телевизионных станций.

### Подножный городок
«Подножный городок» — это большое четырёхэтажное здание, находящееся прямо под башней. На его первом этаже расположены аквариумная галерея с более чем 50 тыс. рыб восьмисот различных видов, главный холл, ресторан на 400 персон и множество мелких сувенирных магазинов. Здесь же находятся выходы на три лифта вертикального подъёма, с помощью которых по закрытым шахтам можно попасть в главную обсерваторию. Второй этаж почти полностью заполнен магазинами и пунктами общественного питания, в том числе кафетериями торговых марок McDonald’s и Pizza-La.

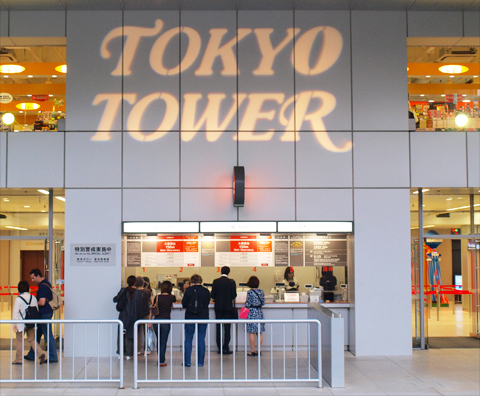
Вход в административное здание («подножный городок»)

На третьем и четвёртом этажах городка расположены многие мелкие достопримечательности. На третьем, например, находится токийский музей Книги рекордов Гиннесса, в котором зрителям представлены фигуры рекордсменов в натуральную величину, стенды с фотографиями, выписки из газет и прочие примеры невероятных человеческих достижений. В 1970 году здесь открылся Музей восковых фигур, изначально созданных в Лондоне и впоследствии сюда перевезённых. В музее представлены фигуры многих известных людей, начиная с представителей поп-культуры, группы the Beatles, и заканчивая образами исторических личностей, в частности статуей Иисуса Христа. Кроме того, на третьем этаже расположены голографическая галерея DeLux, комнаты отдыха и различные лавки. На четвёртом и последнем этаже находится галерея оптических иллюзий, в том числе необычных картин и потрясающих трёхмерных изображений объектов.
На крыше здания подножного городка расположен небольшой парк развлечений, включающий в себя несколько простых детских аттракционов. В праздничные и выходные дни для доступа на крышу посетители могут использовать дополнительный лестничный проём. Лестничные марши проёма состоят из более, чем 600 ступеней, по которым можно подняться на площадку главной обсерватории в обход основных лифтов.

### Смотровые площадки

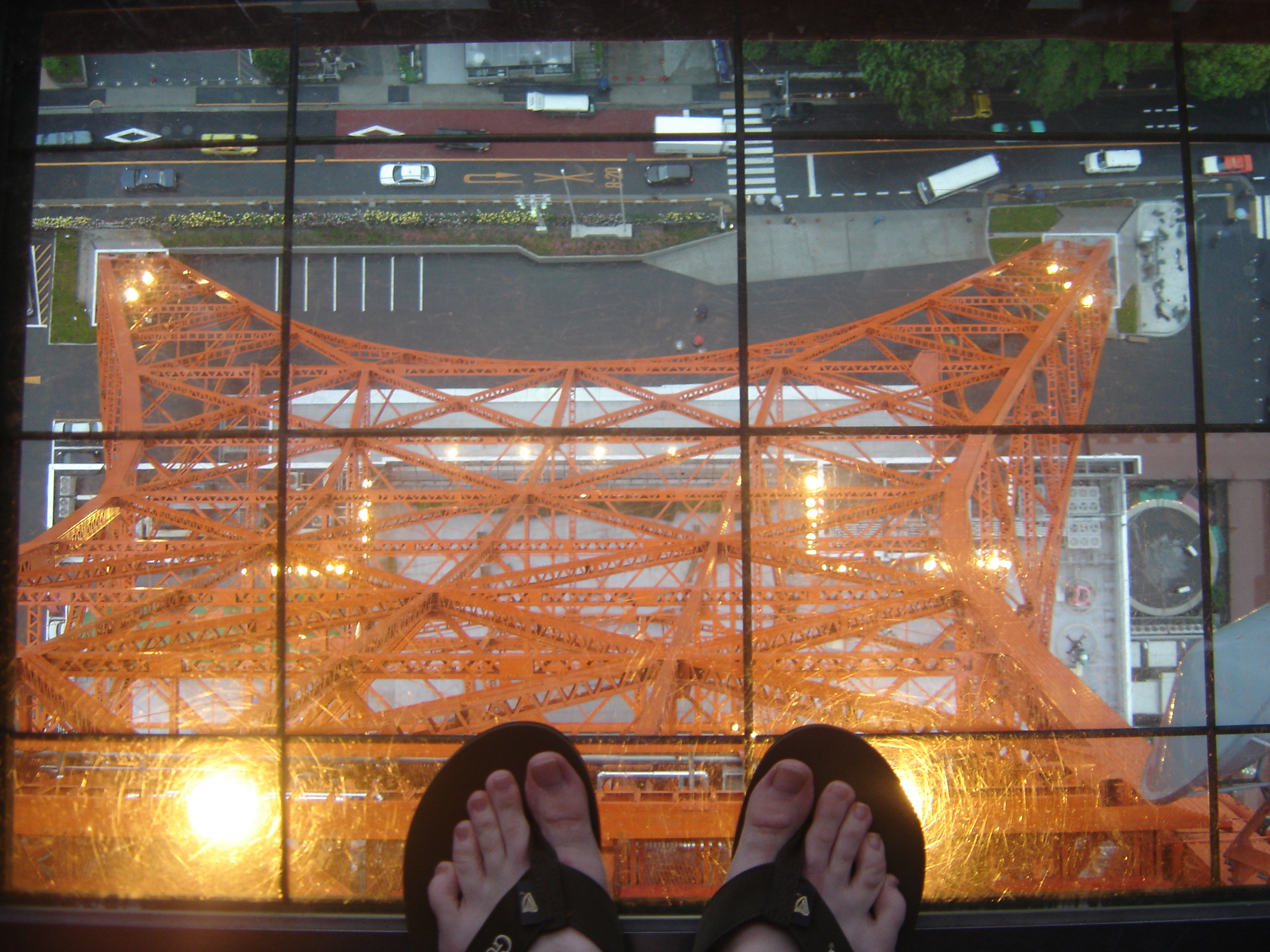
Вид из окна, устроенного в полу главной обсерватории

В телевизионной башне Токио для посетителей доступны две смотровые площадки — главная и специальная от обсерватории. Они открывают обзор на 360 градусов, и при ясной погоде на юге можно даже рассмотреть вулкан Фудзи. Двухэтажная главная обсерватория расположена на высоте в 145 метров. Здесь туристам открывается панорамный вид на город и другие интересные места. На первом этаже находятся небольшое кафе и ночной клуб со сценой, которая обычно используется музыкальных выступлений. На этом этаже в полу устроены два смотровых окна, благодаря которым открывается ещё и вид вниз, на землю. На втором этаже (150 метров) расположен небольшой сувенирный магазин и настоящий синтоистский храм, являющийся самым высоким храмом в специальных районах Токио. Здесь же находятся лифты, поднимающие туристов на округлую площадку специальной обсерватории. Эта площадка находится на высоте в 250 метров и по всему периметру закрыта остеклением.

## Иллюминация и внешний вид
Башня разделена на 6 ярусов, имеет решетчатую структуру и выкрашена интернациональным оранжевым и белым цветами, которые выбраны в соответствии с нормами авиационной безопасности. Каждые пять лет на башне проводятся косметические ремонтные работы,когда покраска полностью обновляется (на одну перекраску уходит около 28 тыс. литров краски). До 1987 года единственным освещением башни были угловые электрические лампочки, идущие по рёбрам от основания до антенны. За 30 лет с момента открытия башни продажа билетов существенно сократилась. Весной 1987 года руководством компании Nihon Denpatō была приглашена на работу знаменитая художница в области светотехники Мотоко Исии, чтобы полностью изменить существующую световую компоновку и повысить интерес к потускневшему символу города.
Новая система освещения была представлена общественности в 1989 году. Все старые лампы на рёбрах башни были демонтированы, а вместо них были установлены 176 прожекторов, смонтированных внутри и снаружи металлического каркаса. Прожектора начинают работать с первыми сумерками, освещая таким образом всю башню от основания до антенны, и отключаются к полуночи. Со 2 октября по 6 июля используются натриевые газоразрядные лампы, придающие строению оранжевый цвет. На период с 7 июля по 1 октября лампы меняют на металлогалоге́новые, которые освещают башню белым цветом. Эта смена цветов обусловлена сезонными изменениями погоды. По мнению Исии, оранжевый как тёплый цвет своим видом в зимние холодные месяцы должен согревать наблюдателей. И наоборот, белый цвет, холодный, поможет страдающим от жары людям во время жгучих месяцев лета.

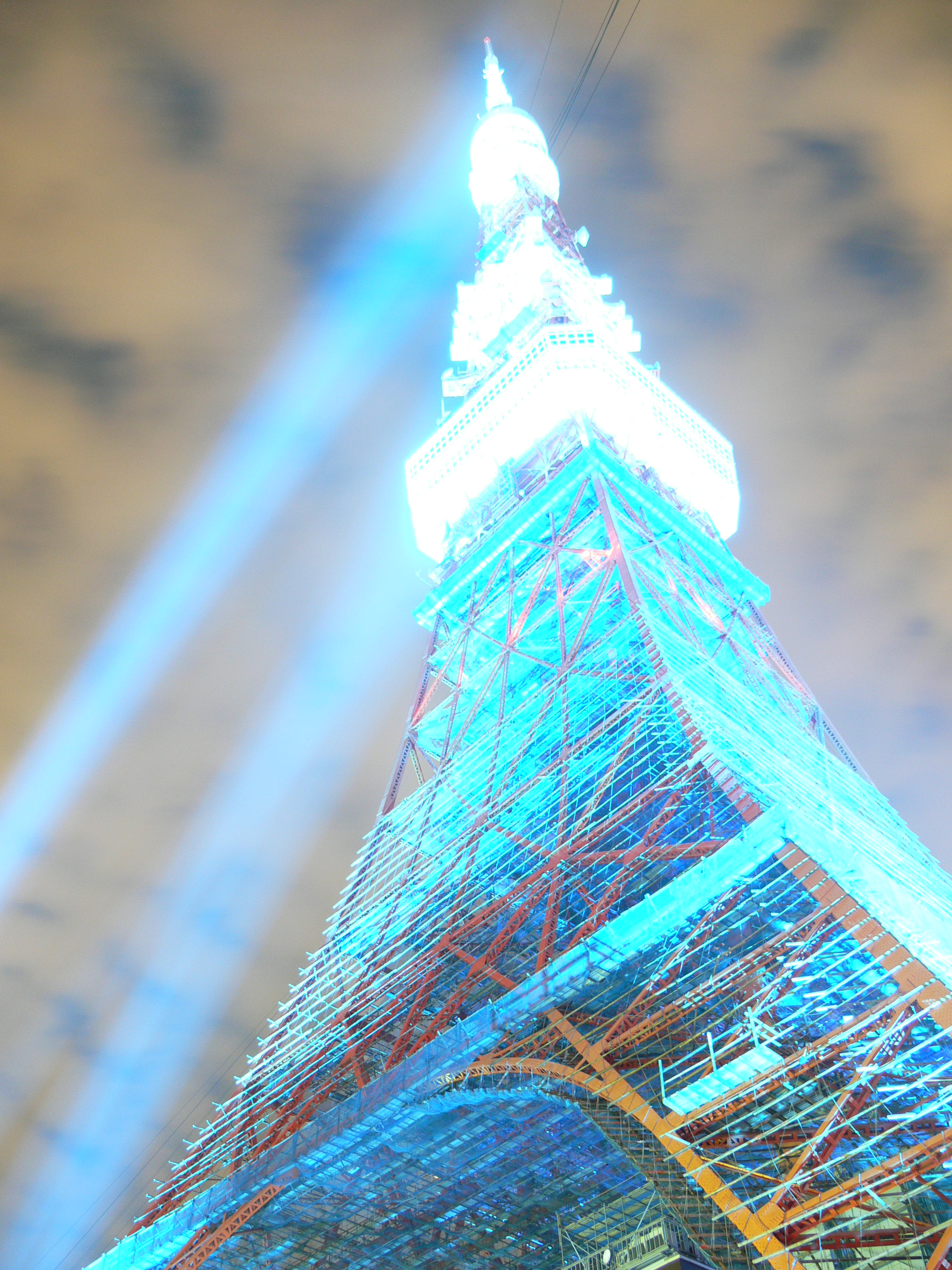
Необычное голубое освещение во время Всемирного дня борьбы с диабетом, 2007 год

Иногда по случаю некоторых знаменательных событий освещение башни может быть изменено. Часто причиной этому служат ежегодные общемировые события. Начиная с 2000 года. каждое 1 октября башня окрашивается розовым цветом, предзнаменуя таким образом начало Национального месяца профилактики рака груди. Часто появлению нестандартного освещения служат национальные памятные даты. Так, в связи с открытием Чемпионата мира по футболу 2002 года четыре секции башни оказались залитыми ярким синим цветом. В честь пятидесятилетия японско-ирландских отношений в 2007 году в День святого Патрика некоторые секции были подсвечены зелёным. Несколько раз освещение изменялось в соответствии с коммерческими заказами частных компаний. Например, во время японской премьеры фильма «Матрица: Перезагрузка» (26 мая 2003 года) верхняя часть башни была залита зелёным, в день начала продаж напитка Coca-Cola C2 (6 июня 2004 года) разные секции сооружения приобрели красный оттенок. Невероятная компоновка световых устройств была выстроена в честь смены тысячелетий в 2000 году. Тогда в разработке оригинального дизайна вновь приняла участие Мотоко Исии. В декабре 2008 года, в пятидесятилетний юбилей башни, компанией Nihon Denpatō на создание уникального ночного освещения было потрачено 6,5 млн.дол.США. Новая система состояла из 276 ламп семи различных цветов, равномерно распределённых по всем четырём сторонам решётчатой конструкции.
Важную роль в нестандартных системах освещения играет главная обсерватория. Во время международного дня борьбы с бедностью,10 сентября 2005 года, лампы были выключены везде, кроме главной обсерватории, которая оказалась залитой ярким белым светом. При этом образовавшееся на башне белое кольцо своим видом символизировало белый браслет, обычно надеваемый участниками этого мероприятия. Двухэтажные окна обсерватории часто используются для начертания различных букв и чисел. Например, при старте вещания наземного цифрового телевидения в регионе Канто 1 декабря 2005 года каждая сторона главной обсерватории высвечивала знаки «ти дэдзи» (яп. 地デジ) — сокращение от «наземное цифровое телевидение» (яп. 地上デジタル放送 тидзё: дэдзитару хо:со:). Чаще всего обсерватория высвечивает надписи «TOKYO» и «2016», акцентируя внимание горожан на заявке Токио стать столицей Летних Олимпийских игр 2016 года. Иногда с помощью окон выстраивают небольшие изображения, как, например, сердца на День святого Валентина.

## Проявление в культуре
Так же как и Эйфелева башня обычно используется в популярной культуре для указания того, что действие происходит в Париже, японская телевизионная башня обычно указывает, что события того или иного произведения происходят в Токио. Часто её можно увидеть в аниме и манге. Например, в «Токийском восьмибалльном» (там башня разрушается землетрясением), «Рыцарях магии», «Пожалуйста, спасите мою Землю!» и «Сейлор Мун», в «Detroit Metal City» её «изнасиловал» солист DMC Краузер, в Black Lagoon на ней проходила встреча клана Васимине с группировкой Отель Москва; башня присутствовала в серии американского мультсериала «Мультачки» под названием «Токио Мэтр». 31 марта 1983 года японский телевизионный канал Nippon Television в прямом эфире транслировал шоу Ури Геллера, на котором выступали люди, заявившие о своих экстрасенсорных способностях. В ходе передачи иллюзионист демонстрировал свои знаменитые трюки со сгибанием ложек, а также пытался с помощью своей магии починить все находящиеся в стране сломанные часы. Действие при этом происходило внутри телевизионной башни Токио. Нередко образ башни используется создателями фильмов кайдзю, часто рядом с ней происходят сражения Годзиллы, Мотры и Кинг-Конга (например, в фильме «Побег Кинг-Конга»), причём в итоге башня обычно оказывается разрушенной.
У Токийской башни есть два официальных талисмана - розовые гуманоидные существа высотой 223 см, которых зовут Ноппон. Талисманы являются братьями-близнецами. Старший брат носит синий комбинезон, а младший брат — красный. Оба они появились 23 декабря 1998 года, во время празднования сорокалетнего юбилея башни. Старший брат по характеру застенчив, хладнокровен и молчалив, младший, наоборот, весел и бодр, однако часто чувствует себя одиноким и не замечает проходящих мимо людей. По легенде братья мечтают стать суперзвёздами. Обычно они стоят возле главного входа или на крыше подножного городка, отвечают на вопросы посетителей, жмут руки и предлагают с собой сфотографироваться.

## Фотогалерея
|              |  |                         |  |                     |
| Голубой цвет |  | Рождественская панорама |  | Верхняя часть ночью |

|                   |  |                  |  |                     |
| Синтоистский храм |  | Лестничные марши |  | Аквариумная галерея |